# Bibliothek berühmter Autoren

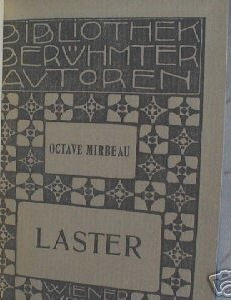
Laster von Octave Mirbeau, Wiener Verlag 1903 (Bibliothek berühmter Autoren, Band 5)

Die Bibliothek berühmter Autoren ist eine deutschsprachige Buchreihe mit literarischen Übersetzungen. Sie erschien im Wiener Verlag des „Törleß“- und „Reigen“-Verlegers Fritz Freund.

## Kurzeinführung
In der Reihe erschienen meist Übersetzungen skandinavischer, französischer, polnischer, russischer oder englischsprachiger Autoren. Sie erschien von 1903 bis 1905 in Wien und Leipzig. Die Reihe umfasst insgesamt 50 Bände. Alle Bände sind mit farbig illustrierten, broschierten Umschlägen versehen, die von bekannten, meist der Wiener Werkstätte nahestehenden Wiener Künstlern stammen (z. B. Berthold Löffler). Wie beispielsweise die Reihe Classiker des In- und Auslandes ist es eine der älteren repräsentativen Übersetzungsserien im deutschen Sprachraum.

## Bände
Angegeben ist zumeist das Ersterscheinungsjahr, jedoch nicht in allen Fällen. Schreibungen wie Gorjki oder Tschechoff sind diejenigen des Originals.
- 1 Ein Judenstreich. Hermann Heyermans. Einzig autorisierte Übersetzung von R. Ruben. 1903
- 2 Der schwarze Jack und andere Geschichten. Rudyard Kipling. Autorisierte Übersetzung aus dem Englischen. Vortitelblatt von Berthold Löffler. Umschlag von Fritz Schönpflug. 1903
- 3 Geld. Eine Erzählung. Maxim Gorjki. Aus dem Russischen übersetzt von Klara Brauner. Vortitelblatt nach Entwurf von Berthold Löffler. Umschlagzeichnung von Leo Kober. 1903
- 4 Im Nebel. Eine Erzählung. Leonid Andrejew. Autorisierte Übersetzung von Sonja Wermer. Einband- und Titelblattillustration von Berthold Löffler. 1903.
- 5 Laster und andere Geschichten. Octave Mirbeau. Übersetzt von Franz Weil. 1903
- 6 Stromabwärts. Umschlag von Otto Friedrich. J. J. David. 1903
- 7 Ghetto. Einzig autorisierte Übersetzung von Sonja Wermer. Semjon Juschkewitsch. Umschlag Berthold Löffler. 1903
- 8 Das Mädchen aus Birma und andere Geschichten. Rudyard Kipling. Autorisierte Übersetzung aus dem Englischen. Umschlag von Berthold Löffler. 1903
- 9 Im Kloster zu lesen. Catulle Mendès. Aus dem Französischen. 1903
- 10 Venetianische Nächte und andere Novellen. Paul Bourget. Aus dem Französischen v. F. Weil. Umschlag von Hermann Liebich. 1903
- 11 Im Venusberg und andere Novellen. Pierre Louÿs. Aus dem Französischen übersetzt von Franz Weil. Umschlag von Hermann Liebich. 1904 online
- 12 Bartel, der Sieger. Henryk Sienkiewicz. Novelle. Aus dem Polnischen übersetzt von S. Horowitz. Umschlag von Fritz Schönpflug. 1904
- 13 Ein Abenteuer und andere Novellen. Maxim Gorjki. Aus dem Russischen übersetzt von Klara Brauner. 1906
- 14 Die Rache einer Frau. J. Barbey d’Aurevilly. Übersetzt von M. von Berthof. 1904
- 15 Frühlingsversprechen und andere Geschichten. Leonid Andrejew. Autorisierte Übersetzung von Sonja Wermer. 1904
- 16 Das Bett. Und andere Novellen. Guy de Maupassant. Übersetzt von Willi Handl. Umschlag von Otto Friedrich. 1904
- 17 Der Narr. Eine Erzählung. Wsjewolod Garschin. 1904
- 18 Kapitän Mansana. Eine Erzählung aus Italien. Björnstjerne Björnson. Übersetzt von J. K. Mautner. 1906
- 19 Das Kätzchen. Erzählung. Anton Tschechow. Übers. v. Klara Brauner. Umschlag von Leo Kober. 1904
- 20 Der Herr Pfarrer und andere Geschichten. Octave Mirbeau. Übersetzt von Franz Weil. Einbandzeichnung von Leo Kober. 1904
- 21 Der Tod des Iwan Iljitsch. Leo Tolstoy, Graf. 1904
- 22 Ehegeschichten. August Strindberg. Übers. v. J. K. Mauthner. 1904[5]
- 23 Sibirische Sklaven. Erzählung. L. Melschin. 1904
- 24 Durch die Mandschurei. Tan. Aus dem Russischen übersetzt von Sonja Wermer. 1904
- 25 Geschichten zum Lachen. Alfred Capus Übers. v. Ellen Godwyn. Umschlag von Fritz Schönpflug. Illustrationen von B. Löffler. 1904.
- 26 Liebespuppen. Camille Lemonnier. Übers. aus d. Französ. 1904 (Nicht genannte Übersetzer: Stefan Zweig und Friedrich Fischl)
- 27 Das tolle Paris. Tristan Bernard. 1904
- 28 Liebesbriefe. Matilde Serao. Umschlag von Hermann Liebich. 1904
- 29 Frauenherz. Paul Bourget. Übers. v. Ellen Godwyn. Umschlag von Berthold Löffler. 1904
- 30 Judenmassakre. Maxim Gorjki. Übers. v. Sonja Wermer. Umschlag von Berthold Löffler. 1904
- 31 Im Bade zu lesen. Catulle Mendès Umschlag von Leo Kober. 1905
- 32 Von der Liebe. Anton Tschechoff. Aus dem Russischen übersetzt von Klara Brauner. 1905
- 33 Die Beichte. Willy. Aus dem Französischen von Ellen Godwyn. 1905
- 34 Das Absteigquartier. Xanrof. Aus dem Französischen übersetzt von Ellen Godwyn. Umschlag von Hermann Liebich. 1905
- 35 Das Liebeszeichen. Giovanni Verga. Umschlag von Leo Kober. 1905
- 36 Das hungrige Rußland. Iwan Naschiwin[6]. Aus dem Russischen übersetzt von Julie Goldbaum. Umschlag von Berthold Löffler. 1905
- 37 Bohème. Paul Margueritte[7]. Umschlag von Hugo Schreyrer, hrsg. 1905 online
- 38 Unter Polizeiaufsicht. Tschirikow[8]; Wermer, Sonja [Übers.] 1905
- 39 Der rote Vorhang. J. Barbey d’Aurevilly. Übers. von M. von Berthof. Umschlag von Hugo Scheyrer. 1905
- 40 Judenkinder. Melschin. Aus dem Russischen übersetzt von Sonja Wermer. Umschlag von Leopold Forster. 1905
- 41 Mamsell Tugendspiegel. Henri Lavedan. Aus dem Französ. übersetzt v. Ellen Godwyn. Umschlag von Leopold Forstner. 1905
- 42 Die Millionen-Pfundnote. Mark Twain. (ca. 1905)
- 43 Der Junggeselle. J. K. Huysmans; aus d. Franz übers. v. Ellen Godwyn. 1905
- 44 Die Gouvernante. Semjon Juschkewitsch. Umschlag Fritz von Radler. 1905
- 45. Der Spion. Leonid N. Andrejew. Übersetzt von Sonja Wermer. 1905
- 46 Wenn Könige lieben ... Antonio Fogazzaro; (Ein Tropfen Rum ...) Aus d. Ital. übers. von Otto Eisenschitz. 1905
- 47 Die Jüdin. Israel Zangwill. Aus dem Englischen übersetzt von Ellen Godwyn. 1905
- 48 Die Enterbten Russlands. Karmenn[9]. Aus dem Russischen übersetzt von Julie Goldbaum. Umschlag von Berthold Löffler. 1905
- 49 Der kleine Kirchenfürst. Koloman Mikszáth. Autorisierte Übersetzung aus dem Ungarischen von Oskar von Krücken. 1905
- 50 Die unverstandene Frau und andere Novellen. Neera[10]. Umschlag von Hugo Scheyrer. Reihentitelentwurf von B. Löffler. 1905